# Hieracium fritzei
Hieracium fritzei es una especie de planta con flor del género Hieracium, de la familia Asteraceae, orden Asterales.

## Distribución
Hieracium fritzei se distribuye por Polonia, República Checa, Rumania y Ucrania.

## Taxonomía
Fue descrita científicamente por F. W. Schultz.
Tratamiento taxonómico
La especie aparece registrada y publicada en Flora.